# Provincia marítima de Mallorca
La provincia marítima de Mallorca es una de las treinta provincias marítimas en que se divide el litoral español y se corresponde con las costas de las islas de Mallorca y Menorca. Su matrícula es PM.
Se divide en cuatro distritos marítimos:
- Palma de Mallorca (PM-1) desde cala de San Vicente hasta Capdepera, por el sur, con las islas Conejera y Cabrera.
- Alcudia (PM-2): desde Capdepera hasta la cala de San Vicente, por el norte.
- Mahón (PM-3): desde el cabo de Cavallería hasta la playa de Son Bou, por el este.
- Ciudadela (PM-4): desde la playa de Son Bou hasta el cabo de Cavallería, por el oeste.